# Dean Wells
Dean Wells (Louisville, 20 luglio 1970 – 3 aprile 2025) è stato un giocatore di football americano statunitense che ha militato nel ruolo di linebacker nella National Football League (NFL).

## Carriera
Nel Draft NFL 1993, Wells fu scelto dai Seattle Seahawks nel corso del quarto giro (85º assoluto). Vi giocò fino al 1998, diventando stabilmente titolare a partite dal 1995. Nel 1999 passò ai Carolina Panthers dove passò tre annate. Chiuse la carriera nel 2002 con i New England Patriots senza mai scendere in campo.